# Hanzi Artač
Hanzi Artač, slovenski skladatelj in glasbenik, * 13. junij 1951, Železna Kapla (avstrijska Koroška).
Artač je glasbeni samouk (avtodidakt). Izpopolnjeval se je sicer pri skladatelju Samu Vremšaku in Maksu Jurci, vendar je njegova glasbena izpoved ljudske narave.